# Самосет (Флорида)
Самосет (енгл. Samoset) насељено је место без административног статуса у америчкој савезној држави Флорида.

## Демографија
По попису из 2010. године број становника је 3.854, што је 414 (12,0%) становника више него 2000. године.
| Група             | 2000.         | 2010.         |
| Белци             | 1.875 (54,5%) | 1.362 (35,3%) |
| Афроамериканци    | 912 (26,5%)   | 1.067 (27,7%) |
| Азијати           | 4 (0,1%)      | 30 (0,8%)     |
| Хиспаноамериканци | 608 (17,7%)   | 1.332 (34,6%) |
| Укупно            | 3.440         | 3.854         |